# Jihlava
Jihlava (tysk: Iglau) er en by i det syd-centrale Tjekkiet med et indbyggertal (pr. 2006) på ca. 51.000. Byen ligger i regionen Vysočina.